# Smederevo
Smederevo (en serbe en écriture cyrillique : Смедерево ; en roumain : Semendria ; en hongrois : Szendrő ou Vég-Szendrő ; en turc : Semendire ; en allemand : Semendria ou Smederewo) est une ville de Serbie située dans le district de Podunavlje. Au recensement de 2011, la ville intra muros comptait 63 028 habitants et son territoire métropolitain, appelé ville de Smederevo (Град Смедерево et Grad Smederevo), 107 528.

## Géographie
Smederevo est situé au nord-est de la Serbie, au bord du Danube, à 46 km de Belgrade.

## Histoire

### De l'Antiquité à la fin duXVIIIesiècle
À l’époque romaine, Smederevo portait le nom de Semendria. 

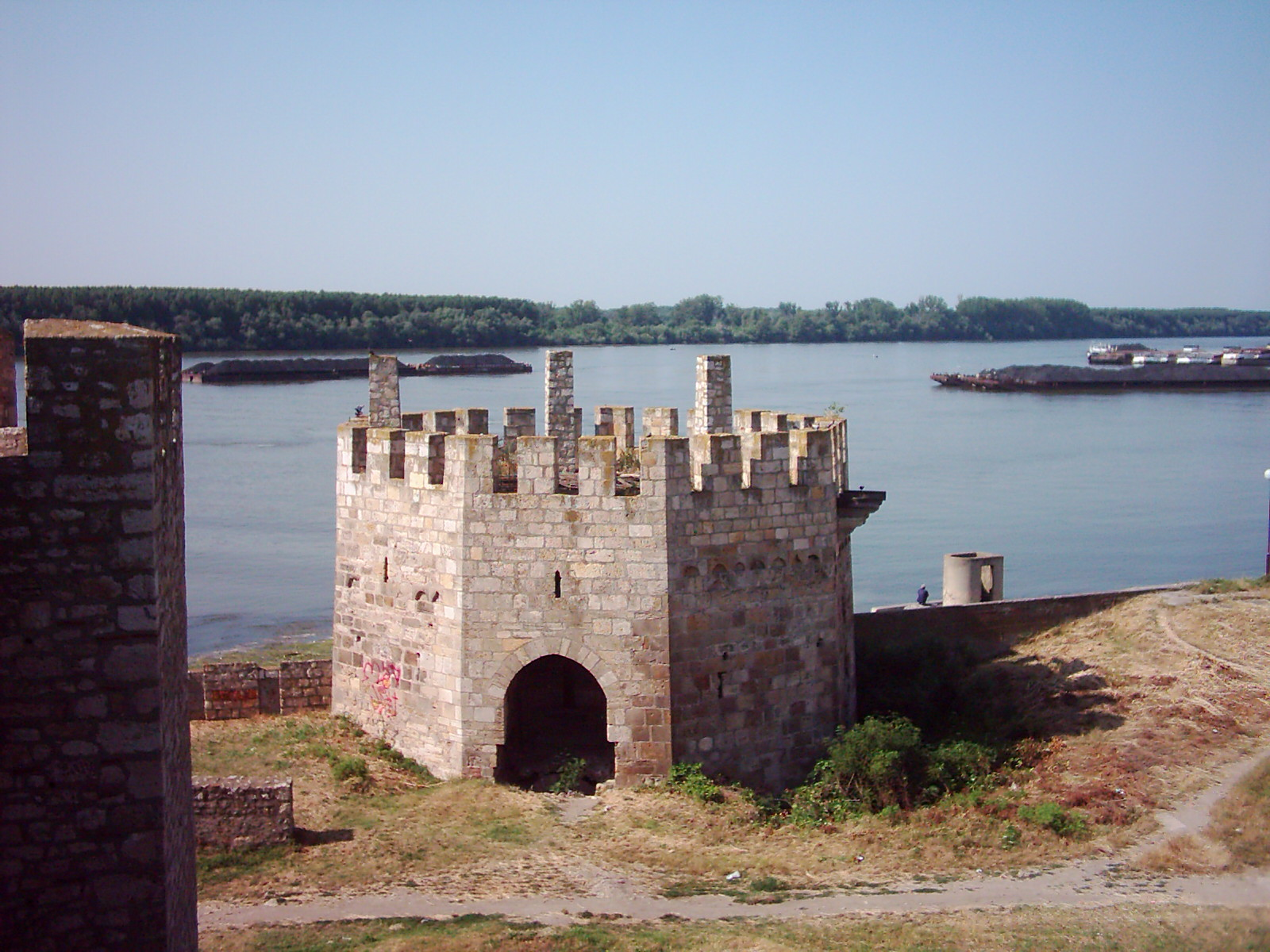
Une tour de la forteresse de Smederevo

Lors de la conquête ottomane des Balkans au début du XVe siècle, les souverains chrétiens de la région subirent de nombreuses défaites, mais Stefan Lazarević réussit à maintenir un État serbe, sous la forme du despotat de Serbie. Vers 1403, il accepta la suzeraineté hongroise du roi Sigismond Ier et établit sa nouvelle capitale à Belgrade, qui lui fut cédée en récompense de ses services. En revanche, à la mort de Stefan en 1426, son neveu et successeur, Đurađ Branković, dut restituer Belgrade aux Hongrois,. Afin de compenser cette perte, Đurađ décida de construire sa nouvelle capitale à Smederevo,. De fait, la situation de Smederevo, entre Belgrade et Golubac, lui permettait à la fois d'avoir un accès facile aux autres villes le long du fleuve, mais aussi de contrôler tout trafic sur le Danube, aussi bien de la part des Hongrois que des Turcs. À partir de 1428 commença la construction de la forteresse de Smederevo, dont les travaux se poursuivirent jusqu'en 1439,. Le 20 avril 1434, la plus jeune fille de Đurađ Branković, Katarina, et Ulrich II de Celje, proche parent de la reine de Hongrie, se marièrent dans la forteresse. Ce mariage inquiéta la Sublime Porte, qui proposa au despote le mariage de sa fille aînée Mara, avec le sultan Mourad II ; ce mariage fut accepté. Le 14 avril 1435, un accord de « fraternité et d'amitié » fut signé entre la Serbie et la république de Venise dans la salle de réception de la forteresse de Smederevo. En outre, cet accord offrit à Đurađ et ses fils la citoyenneté vénitienne.
Au début du mois de juin 1439, la paix avec les Ottomans, un moment renforcée par le mariage de Mara et du sultan, fut brisée. Menés par Mourad II, 130 000 soldats turcs prirent les collines surplombant Smederevo. Branković se précipita en Hongrie pour demander de l'aide, laissant le commandement à son fils Grgur. Toujours sans nouvelle de l'aide hongroise, Smederevo repoussa l'attaque ottomane, y compris quand les Turcs utilisèrent des canons. Le 18 août 1439, soit 3 mois après, la faim poussa les Serbes à la reddition et les Ottomans entrèrent dans la ville. Les princes Grgur et Stefan furent envoyés en Anatolie et on leur brûla les yeux malgré les supplications de leur sœur Mara, devenue sultane. Cinq années plus tard, Đurađ Branković récupéra ses deux fils et la citadelle de Smederevo grâce au traité de Szeged,. Branković, qui s'était allié à Jean Hunyadi, le fit arrêter en 1449 et il l'emprisonna dans les donjons de sa forteresse ; il ne le libéra qu'après paiement d'une rançon. 
En 1453, le sultan Mehmed II lança une attaque contre Smederevo. Les Ottomans prirent 50 000 hommes, femmes et enfants et lancèrent 20 000 hommes sur la ville. La forteresse, commandée par Thomas Kantakouzenos et défendue par 6 000 hommes,  résista à l'assaut. En 1456, le jour de Noël, Đurađ Branković mourut à Smederevo et, en 1459, Smederevo tomba une nouvelle fois aux mains des Ottomans, ce qui mit un terme à l'État médiéval serbe.
En 1476, une armée composée de Hongrois et de Serbes tenta de reprendre la ville. Mehmed II intervint en personne pour l'en empêcher. En 1494 Pál Kinizsi tenta encore de reprendre la ville, puis, en 1512, le roi Jean Zápolya essaya à son tour. Ces deux tentatives furent un échec et la ville resta sous la domination turque.
À partir de 1526, Smederevo joua un rôle important en raison de sa position stratégique à la frontière entre la Hongrie et l’Empire ottoman. La citadelle fut plusieurs fois agrandie et renforcée par les Turcs et la ville devint la capitale du sandjak de Smederevo.

### LeXIXesiècle

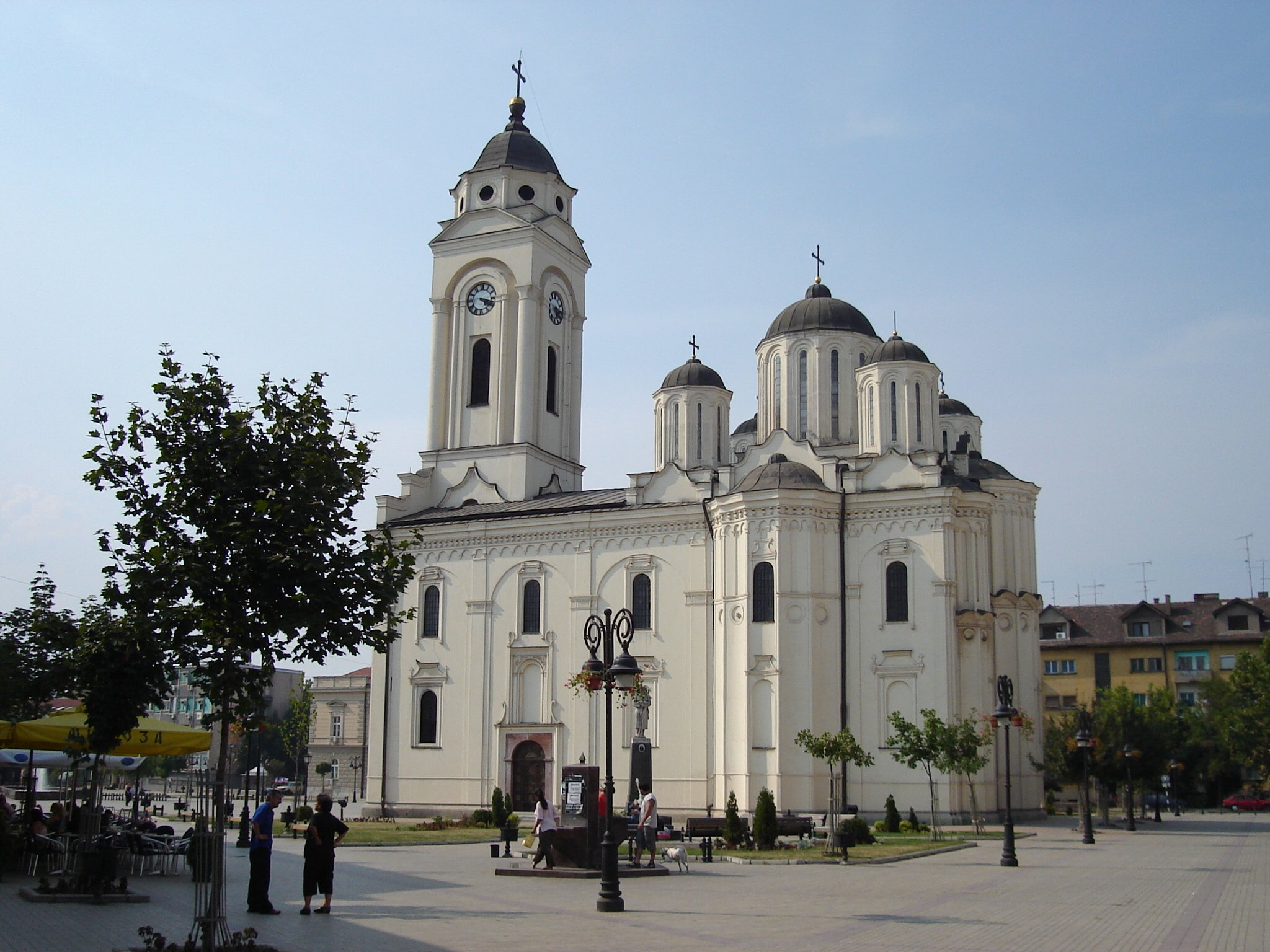
L'église Saint-Georges, construite en 1854

Il fallut attendre 1805 et la première révolte serbe contre les Turcs pour que la ville soit libérée. Elle fut alors choisie pendant quelque temps comme capitale de la Serbie et elle accueillit le Praviteljstvujušči sovjet, un gouvernement dirigé par Dositej Obradović. Dès 1806, le professeur Jovan Rančić y ouvrit la première école primaire de Serbie.
La deuxième moitié du XIXe siècle fut pour la ville une période de prospérité. En 1854, l'église Saint-Georges fut édifiée et, en 1866, Smederevo vit s'ouvrir son premier hôpital. 
Le 12 avril 1867, les Turcs quittèrent définitivement Smederevo, en offrant les clés de la ville à Ljubomir Uzun-Mirković.
En 1871 s'ouvrit le premier Lycée de la ville ; puis, en 1875, l'organe de presse indépendant Narodna volja fut créé. En 1886, la ligne de chemin de fer Smederevo-Velika Plana fut inaugurée et 1899 vit l'ouverture de la première Poste.

### LeXXesiècle
En 1913, fut créée la SARTID (en serbe : Srpsko akcionarsko rudarsko topioničarsko industrijsko društvo), la Société serbe par actions des mines, des fonderies et de l'industrie. 
En 1914, Smederevo fut bombardée puis occupée par les Autrichiens ; la ville fut libérée le 17 octobre 1918.
Pendant la Seconde Guerre mondiale, Smederevo fut occupée par les forces de l'Axe, qui installèrent un arsenal dans la forteresse. Le 5 juin 1941, à 14 h 14, le stock de munitions explosa, ébranlant toute la ville et endommageant des installations situées à 10 km de distance,. Une grande partie du mur sud de la forteresse fut détruit ainsi que la gare de chemin de fer qui fut littéralement soufflée. La plupart des bâtiments en ville s'effondrèrent en tas de gravas. À peu près 2 500 personnes périrent et presque toute la population fut blessée. Les bombardements des Alliés, en 1944, aggravèrent la situation, endommageant un peu plus la forteresse,.

## Localités de la ville de Smederevo

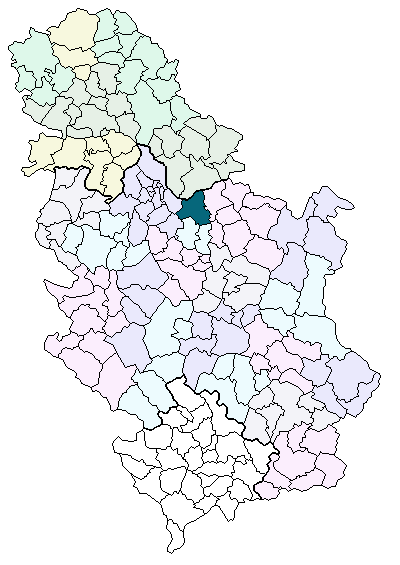
Localisation de la ville de Smederevo en Serbie

La ville de Smederevo compte 28 localités :
| - Badljevica - Binovac - Vodanj - Vranovo - Vrbovac - Vučak - Dobri Do - Drugovac - Kolari - Landol | - Kulič - Lipe - Lugavčina - Lunjevac - Mala Krsna - Malo Orašje - Mihajlovac - Osipaonica - Petrijevo | - Radinac - Ralja - Saraorci - Seone - Skobalj - Smederevo - Suvodol - Udovice - Šalinac |

En application de la loi sur l'organisation territoriale de la république de Serbie, votée le 28 décembre 2007, Smederevo a obtenu le statut officiel de « ville » ou « cité »  (en serbe, au singulier : Град et Grad ; au pluriel : Градови et Gradovi). Toutes les autres localités de la ville sont considérées comme des « villages » (село/selo).

## Démographie

### Évolution historique de la population dans Smederevointra muros
| 1948   | 1953   | 1961   | 1971   | 1981   | 1991   | 2002   | 2011   |
| ------ | ------ | ------ | ------ | ------ | ------ | ------ | ------ |
| 14 206 | 18 328 | 27 182 | 40 192 | 55 369 | 63 884 | 62 805 | 63 028 |

### Ville de Smederevo (ex-municipalité)

#### Évolution historique de la population dans la Ville
| 1948   | 1953   | 1961   | 1971   | 1981    | 1991    | 2002    | 2011    |
| ------ | ------ | ------ | ------ | ------- | ------- | ------- | ------- |
| 59 545 | 66 132 | 77 682 | 90 650 | 107 366 | 110 768 | 109 809 | 107 528 |

## Politique

### Élections locales de 2004
À la suite des élections locales serbes de 2004, les 45 sièges de la municipalité de Smederevo se répartissaient de la manière suivante :
| Parti                              | Sièges |
| ---------------------------------- | ------ |
| Parti démocratique                 | 16     |
| Parti socialiste de Serbie         | 10     |
| Mouvement Force de la Serbie       | 8      |
| Liste « Mouvement pour Smederevo » | 6      |
| Liste « Union pour Smederevo »     | 3      |
| Mouvement serbe du renouveau       | 3      |

Saša Radosavljević, membre du Parti démocratique de Serbie du premier ministre Vojislav Koštunica, a été élu président (maire) de la municipalité de Smederevo.

### Élections locales de 2008
À la suite des élections locales serbes de 2008, les 70 sièges de l'assemblée municipale de Smederevo se répartissaient de la manière suivante :
| Parti                                    | Sièges |
| ---------------------------------------- | ------ |
| Parti radical serbe                      | 16     |
| Pour une Serbie européenne               | 14     |
| Mouvement pour Smederevo                 | 12     |
| Coalition « Pour un meilleur Smederevo » | 11     |
| Parti démocratique de Serbie             | 10     |
| Parti socialiste de Serbie               | 7      |

Predrag Umičević, membre du Parti démocratique du président Boris Tadić a été élu maire (en serbe : gradonačelnik) de la ville de Smederevo.

## Sport
Smederevo possède un important club de football, le FK Smederevo. La ville possède aussi un club de volley-ball, le OK Smederevo.

## Économie
Smederevo est le site de la principale usine sidérurgique de Serbie, appelée Sartid, dans le quartier de  Radinac. Elle fut privatisée en cédée à U.S. Steel en 2003 pour 33 millions de dollars. À la suite de la crise économique mondiale de 2008, U.S. Steel revendit l'usine à l'État serbe pour un dollar symbolique afin d'éviter sa fermeture. L'entreprise fut renommée Železara Smederevo et employait à l'époque 5 400 salariés. En 2016, le gouvernement serbe passa un accord avec Hesteel, le premier producteur d'acier de Chine, qui acquit l'usine pour 46 millions de dollars. Hesteel a réalisé d'importants investissements à Smederevo afin de porter la production de l'usine à 1,8 million de tonnes en 2018.

## Personnalités
- Đurađ Branković (1377-1456), souverain serbe ayant fait de Smederevo sa capitale.
- Mara Branković (1447-1500), reine de Bosnie née à Smederevo.
- Dimitrije Davidović (1789-1838), journaliste, un écrivain et un homme politique serbe mort à Smederevo.
- Ilija Milosavljević Kolarac (1800-1878), riche marchand serbe et philanthrope né à Kolari, près de Smederevo.
- Branislav Nušić (1864-1938), écrivain serbe ayant passé son enfance à Smederevo.
- Dimitrije Ljotić (1891-1945), homme politique yougoslave, né à Belgrade mais ayant vécu à Smederevo.
- Branislav Kojić (1899-1987), architecte serbe né à Smederevo.
- Mateja Kežman (1979-), footballeur serbe ayant évolué pour le FC Smederevo.
- Aleksandar Mitrović (1994-), footballeur serbe né à Smederevo.

## Coopération internationale
- Pale (Bosnie-Herzégovine)
- Volos (Grèce)
- Herceg Novi (Monténégro)
- Padoue (Italie)[20]
- Velestíno (Grèce)[20]